# Белянский, Александр Николаевич
Александр Николаевич Белянский (род. 31 мая 1950 года в Луганске, УССР) — украинский живописец и педагог, заслуженный деятель искусств Украины, сделавший вклад в развитие и формирование современного художественного образования на Украине.

## Подготовка и аттестация творческих кадров
Белянский занимается преподаванием на кафедре рисунка Национальной академии изобразительного искусства и архитектуры, ведёт курсы рисунка и управления творческой практикой.
На протяжении длительного времени Белянский работает в области высшего художественного образования, он подготовил ряд профессиональных художников магистерского уровня, признанных на Украине и за её пределами. За 22 года научно-педагогической деятельности в НАОМА Белянский совершил профессиональную подготовку свыше 300 художников, в том числе иностранных граждан КНР, Молдавии, Бразилии, стран Прибалтики.
Среди них 4 человека получили государственное почётное звание «Заслуженный художник Украины» (Джус Т., Лопухова Н., Мельничук И., Руденко А.). Журавель М. получил гран-при на Триеннале живописи 1998 года за картину «Купание сына» и имеет почётное звание академика Римской академии современного искусства. Лопухова Н., Мельничук И., Руденко А., Блудов А. преподают в высших учебных заведениях ІІІ—ІV уровня аккредитации.

## Творческая и методическая деятельность
В последние годы Белянский работает в области сакрального искусства. За работу над иконами часовни «Крещение» (г. Киев) получил благодарность городского головы Александра Омельченко. Вместе с художником Александром Волченко расписал потолок в храме Ионо-Троицкого монастыря (Киев).
В сентябре 2009 года была представлена экспозиция 100 работ украинских художников в Центральной библиотеке города Шанхай (КНР), где Белянский принимал участие как куратор группы. Его творческие достижения описывались в 50 периодических художественных изданиях Украины и зарубежья, трёх альбомах-каталогах персональных выставок.
Творчество было представлено на трёх персональных выставках:
- 1992 г. — персональная выставка произведений В. М. Белянского. Киев, галерея СХУ;
- 1997 г. — персональная выставка Е. М. Белянского. Киев, галерея «Лавра»;
- 2005 г. — персональная выставка Е. М. Белянского. КНР, Цзиньхуа, галерея Чжэцзянского педагогического университета.

За годы педагогической работы в НАОМА Белянский неоднократно проходил повышение квалификации в художественных музеях Москвы, Санкт-Петербурга, Львова, Прибалтики. В 2004 году Белянский повышал квалификацию в Чжэцзянском педагогическом университете (г. Цзиньхуа, КНР) как профессор живописи, где учил 60 китайских студентов и 20 аспирантов технике масляной живописи, и получил высокую профессиональную оценку китайских профессоров и ректора университета. В 2007 году был на пленэре в Уси (КНР), где создал 17 живописных работ.
Белянский неоднократно по поручению Министерства культуры и туризма Украины был председателем Государственной экзаменационной комиссии в Луганском областном колледже культуры и искусств, а также в течение 5 лет на базе Луганского государственного института культуры и искусств и Луганского областного колледжа культуры и искусств исполнял обязанности председателя жюри IV—VIII открытого Всеукраинского конкурса академического рисунка «Серебряный штрих».
В творческом багаже Белянского около 40 живописных произведений, более 60 станковых графических произведений, монументальные росписи. Творческие достижения Белянского описывались во многих периодических художественных изданиях Украины и зарубежья, альбомах-каталогах коллективных и персональных выставок. Творчеству художника посвящено более 30 публикаций в периодических изданиях Украины и зарубежья.
Многие произведения мастера хранятся в частных коллекциях Китая, США, Израиля, Швейцарии, Германии, России.
С 1976 года произведения Белянского выставлялись на 3 персональных и более 70 коллективных выставках.
Белянский имеет 2 публикации научного и учебно-методического характера, опубликованных в научных и научно-методических изданиях; является автором учебного пособия, получившего гриф Министерства культуры и туризма Украины и гриф Министерства образования и науки Украины. За время деятельности на посту профессора он принял участие в четырёх международных и всеукраинских научно-практических конференциях по вопросам художественного образования на Украине.
За период своей профессиональной деятельности Белянский принимал участие в 10 международных и всеукраинских конференциях и форумах по вопросам художественного образования, в том числе:
- ІV Всеукраинская научно-практическая конференция «Художественное образование в Украине: традиции, современность, перспективы», Луганск, 2007 г.;
- V международный форум «Дизайн — образование — 2008», Харьков, 2008 г.;
- Всеукраинская научно-методическая конференция «Львовская Национальная академия искусств и современное образование», Львов, 2008 г.;
- Круглый стол на тему «Художественное образование в правовом поле: состояние проблемы, пути решения», Киев, 2009 г.

Положительную оценку творческой, научной и педагогической деятельности Белянского предоставили в своих отзывах-рекомендациях академик Академии искусств Украины, заслуженный работник образования Украины, доктор технических наук, профессор Яковлев М. И., действительный член Академии искусств Украины, Народный художник Украины, профессор Гуйда М. Е.; заслуженный деятель искусств Украины, зав. кафедры рисунка, профессор Быстряков В. П.

## Основные публикации
- Короткочасний рисунок і Майстер-клас: Навчальний посібник. Луганськ, 2008. — 124 с.
- Короткочасний рисунок (начерки). // Українська академія мистецтва. Дослідницькі та науково-методичні праці. — № 5. — К., 1998. — с. 60—64.
- Композиція. Рисунок. Картина. // Мистецький олімп. Міжнародна програма. К., 2009. — с. 1—3.